# بحيرة تحت جليدية

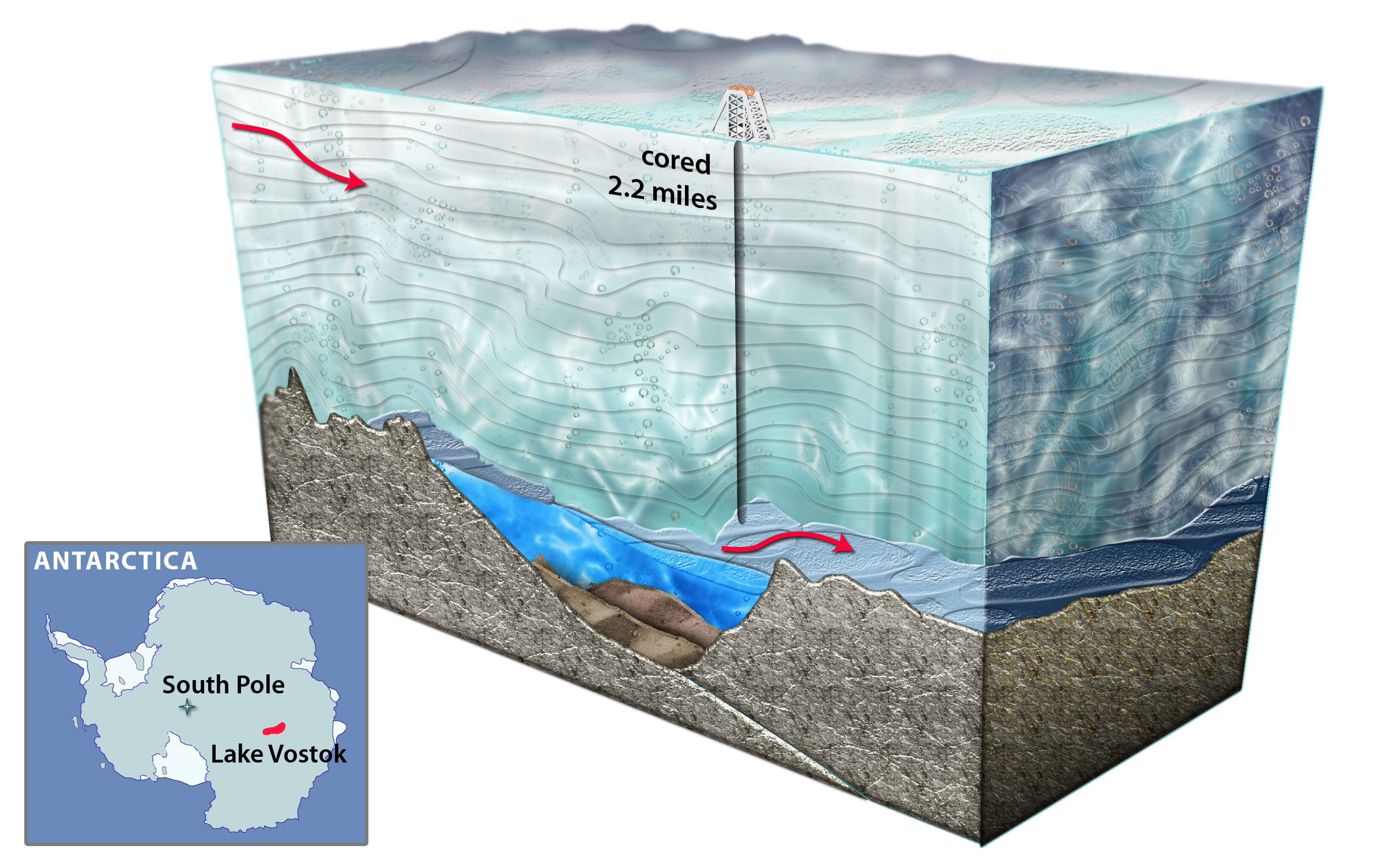
تظهر هذه الصورة كيف تبدو البحيرات المغلقة تحت الكتل الجليدية، حيث تكون مغطاة بطبقات جليدية سميكة تصل إلى عدة كيلومترات، مما يجعلها بيئات معزولة تمامًا عن السطح. الصورة تظهر مقطع حفر في بحيرة فوستوك تحت الجليدية عام 2011، إحدى أعمق وأكبر هذه البحيرات في القارة القطبية الجنوبية، حيث تُجرى أبحاث لفهم إمكانيات وجود حياة ميكروبية في هذه الظروف القاسية.

البحيرة تحت الجليدية (بالإنجليزية: Subglacial lake) هي جسم مائي سائل يقع تحت طبقة جليدية دائمة، وغالبًا ما توجد هذه البحيرات تحت الصفائح الجليدية القارية، كما في القارة القطبية الجنوبية وغرينلاند. تتكون البحيرات تحت الجليدية عندما تنخفض نقطة انصهار الماء نتيجة الضغط الهائل للغطاء الجليدي، مما يسمح بتجمّع المياه الذائبة عند قاعدة الجليد في منخفضات أو أحواض صخرية.
تحافظ هذه البحيرات على حالتها السائلة رغم درجات الحرارة المنخفضة، بفضل التوازن بين الحرارة الجوفية الصاعدة من باطن الأرض وفقدان الحرارة نحو السطح، بالإضافة إلى تأثير الضغط الفيزيائي على درجة الانصهار.
تُعد هذه البحيرات بيئات معزولة قديمة، مغلقة عن الغلاف الجوي لملايين السنين، مما يجعلها موضوعًا محوريًا في أبحاث علوم الأرض والأحياء الدقيقة. وقد عُثر في بعضها، مثل بحيرة ويليانز، على أدلة لوجود حياة ميكروبية تتغذى على مركّبات كيميائية مثل الحديد والنيتروجين والكبريت.
تشير التقديرات الحديثة إلى أن إجمالي حجم المياه السائلة في البحيرات تحت الجليدية في أنتاركتيكا وحدها قد يبلغ نحو 10,000 كيلومتر مكعب، أي ما يُقارب 15% من المياه العذبة السائلة على سطح الأرض، وهو ما يعكس أهميتها الهيدرولوجية والبيئية الكبيرة. 

## التكوُّن والظروف البيئية والهيدرولوجية

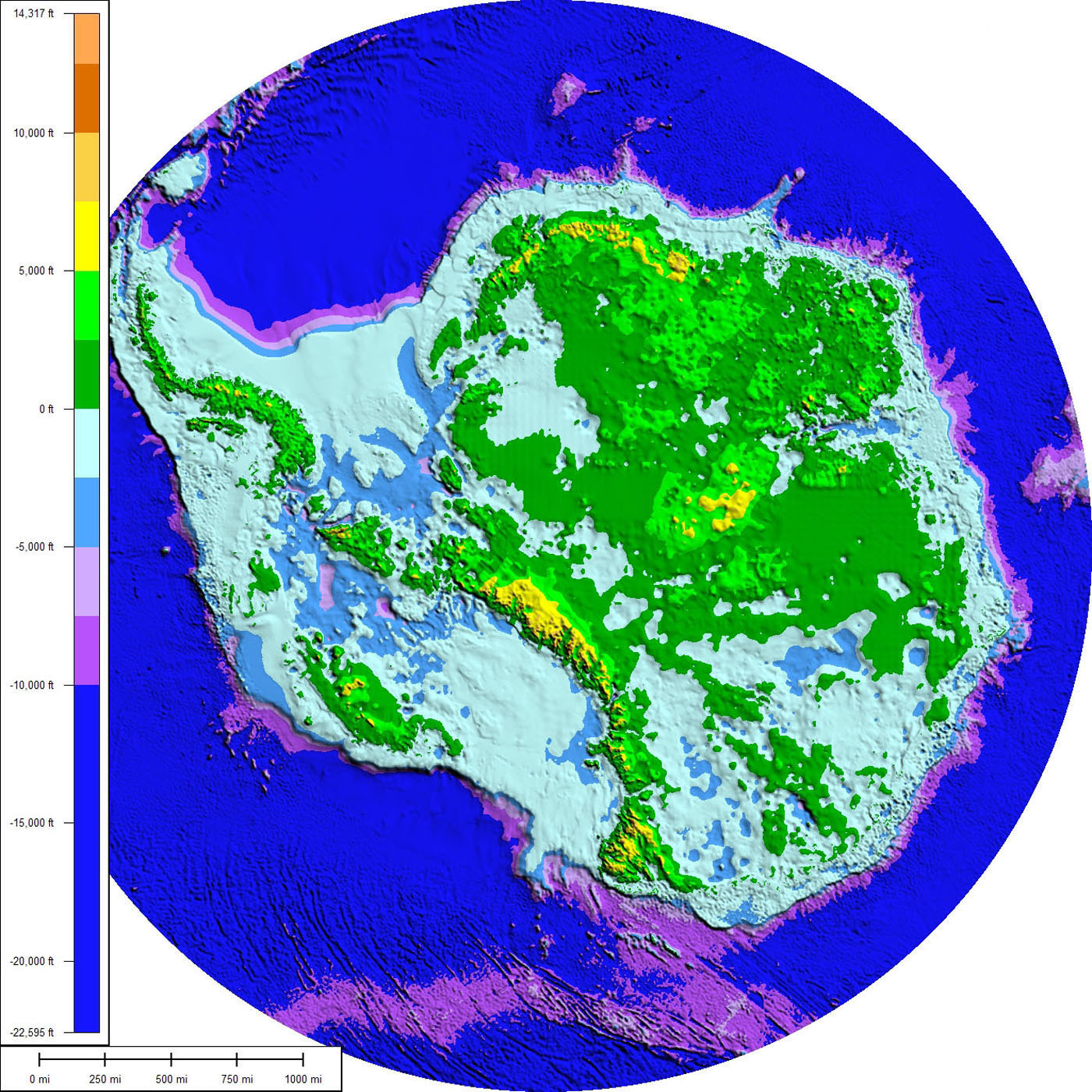
خريطة طبوغرافية للقاعدة الصخرية تحت الجليدية في القارة القطبية الجنوبية، أُعدّت باستخدام بيانات مشروع BEDMAP. تُظهر الفروقات في الارتفاع أسفل الغطاء الجليدي، مما يساعد على فهم مواقع وتوزع البحيرات تحت الجليدية واستقرار الصفيحة الجليدية. المصدر: Paul F. Heinrich، اللجنة العلمية لأبحاث القطب الجنوبي (SCAR).

تتشكّل البحيرات تحت الجليدية أساسًا من تجمع مياه ذائبة عند القاع بفعل التوازن بين الحرارة الجوفية المبثوثة من باطن الأرض وفقد الحرارة نحو سطح الجليد. يؤدي ضغط الغطاء الجليدي الهائل إلى خفض نقطة انصهار الماء إلى ما دون 0 °C، مما يسمح ببقاء الماء سائلاً على أعماق كبيرة. تتجمع المياه في أحواض صخرية موجودة مسبقًا (تحت المنخفضات الطوبوغرافية للسرير الصخري). كما يمكن أن تساهم الفترات الباردة القديمة في حجز مياه مالحة بحرية تحت الجليد في بقايا بطاريات جليدية، مما أدى إلى بحيرات ملحية معزولة قديمة. يتحرّك الماء تحت الجليد من مناطق ذات ضغط هيدروليكي عالٍ إلى مناطق ذات ضغط منخفض، وقد تنشأ تدفقات نهرية تحت الجليد تصل بين بحيرات مختلفة. يتسم سطح الاتصال بين الجليد والماء بتدرج حاد (أحد عشر ضعف اتجاه الجريان) نتيجة فروق الضغط، ما يؤدي إلى طبقات مياه ذات كثافات مختلفة داخل البحيرة وتشكيل دوائر حرارية داخلها. توجد البحيرات النشطة التي تمتلئ وتفرغ على مواعيد زمنية قصيرة، وقد تسبب تغيّرات مفاجئة في حركة الأنهار الجليدية بفعل تشحيم قاعدة الجليد عند تصريفها للماء. أما البحيرات الأكبر قرب المنقسمة الجليدية فغالبًا ما تكون مستقرة نسبيًا على مدى آلاف السنين.

## الموقع والتوزيع

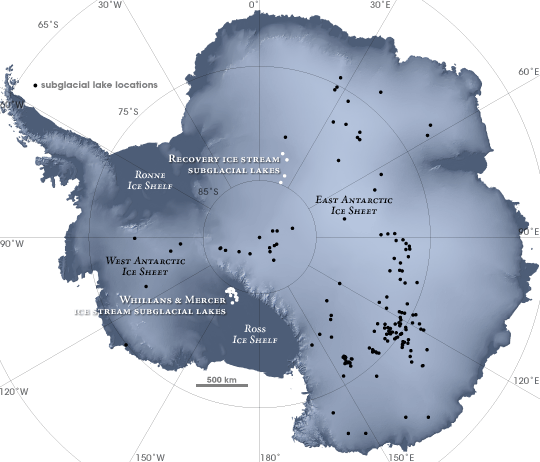
خريطة توضح مواقع أكثر من 140 بحيرة تحت جليدية في القارة القطبية الجنوبية حتى عام 2007. تساعد هذه الخريطة في فهم توزيع البحيرات وتأثيرها على حركة الصفائح الجليدية والنظام البيئي تحت الجليدي.

### البحيرات تحت الجليدية في القطب الجنوبي
تُعد القارة القطبية الجنوبية موطنًا لأكبر وأعمق البحيرات تحت الجليدية على سطح الأرض، حيث تنتشر مئات البحيرات ضمن شبكة مترابطة تحت طبقات جليدية سميكة يصل سمك بعضها إلى أكثر من 4 كيلومترات. تشكل هذه البحيرات نظامًا مائيًا فريدًا يسهم في ديناميكية حركة الجليد، ويُعد موطنًا لبيئات حيوية متطرفة قد تحمل أدلة على وجود أشكال حياة ميكروبية تكيفت مع هذه الظروف القاسية. من بين أشهر هذه البحيرات:

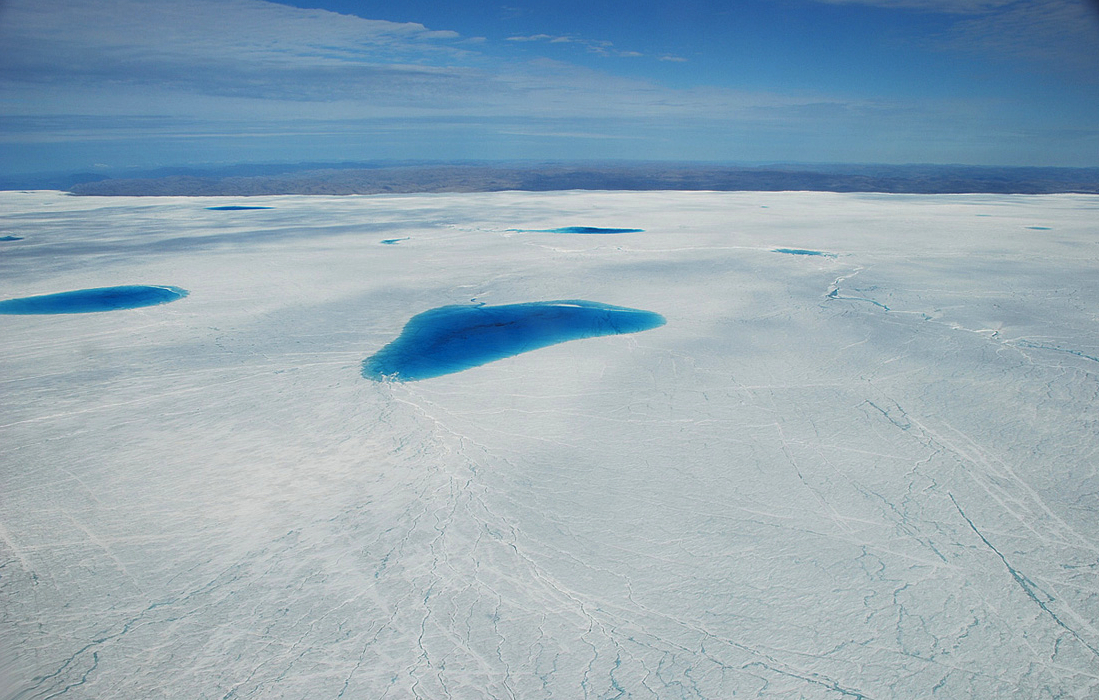
بركة ذوبان على سطح جليد غرينلاند، تظهر تجمعات المياه الناتجة عن ذوبان الجليد، والتي تؤثر في تغذية البحيرات تحت الجليدية وتشكيل الأنظمة المائية داخل الصفائح الجليدية (المصدر : Evan Barrientos).

- بحيرة فوستوك: تقع تحت محطة فوستوك الروسية، تمتد لحوالي 280 كم طولاً و44 كم عرضاً، ومساحتها نحو 14,000 كم².[13] يزيد سمك الجليد فوق فوستوك عن 3750–4150 م.[14]، وتتميز ببيئة معزولة فريدة.[15]، تعطي الدراسات الأولية دلائل على وجود حياة ميكروبية في مياهها.[13]
- بحيرة ويليانز: تقع في غرب أنتاركتيكا، جنوب خليج باين، وتحت نحو 800 م من الجليد. حفرت بعثة (WISSARD) في 2013 للوصول إليها، حيث أكدت وجود مياه سائبة وعينات حية.[16] كشفت عينات هذه البئر عن وجود مجتمعات ميكروبية تعتمد على النيتروجين والكبريت والحديد والميثان كمصادر طاقة، مما يؤكد قدرة الحياة على التكيف في هذه البيئات المعزولة.[16] [17]
- بحيرة ميرسر: تقع إلى الجنوب الشرقي من بحيرة ويليانز، استُكشفَت في ديسمبر 2018 ضمن مشروع SALSA. يبلغ طولها ~9 كم وتغذيها مياه من بحر روس المجاور، ويُقدَّر أن احتياطي المياه بها يتجدد كل ~10 سنوات.[18] أظهرت تحاليل العينات وجود أوكسجين كافٍ لحياة الأحياء المائية، واحتواء المياه على بكتيريا بكثافة ≥10,000 خلية/مل.[18] الدراسات تشير إلى ترابط هيدرولوجي بين بحيرات ميرسر والبحيرات المجاورة (مثلاً بحيرة ويسلانز)، إذ يمكن لحدث تصريف في إحداها أن يُحدث ملءًا أو تصريفًا تباعًا في الأخرى.[18][19]وأظهرت الدراسات وجود حياة ميكروبية نشطة وتأثيرها على البيئة الجليدية المحيطة.[20]

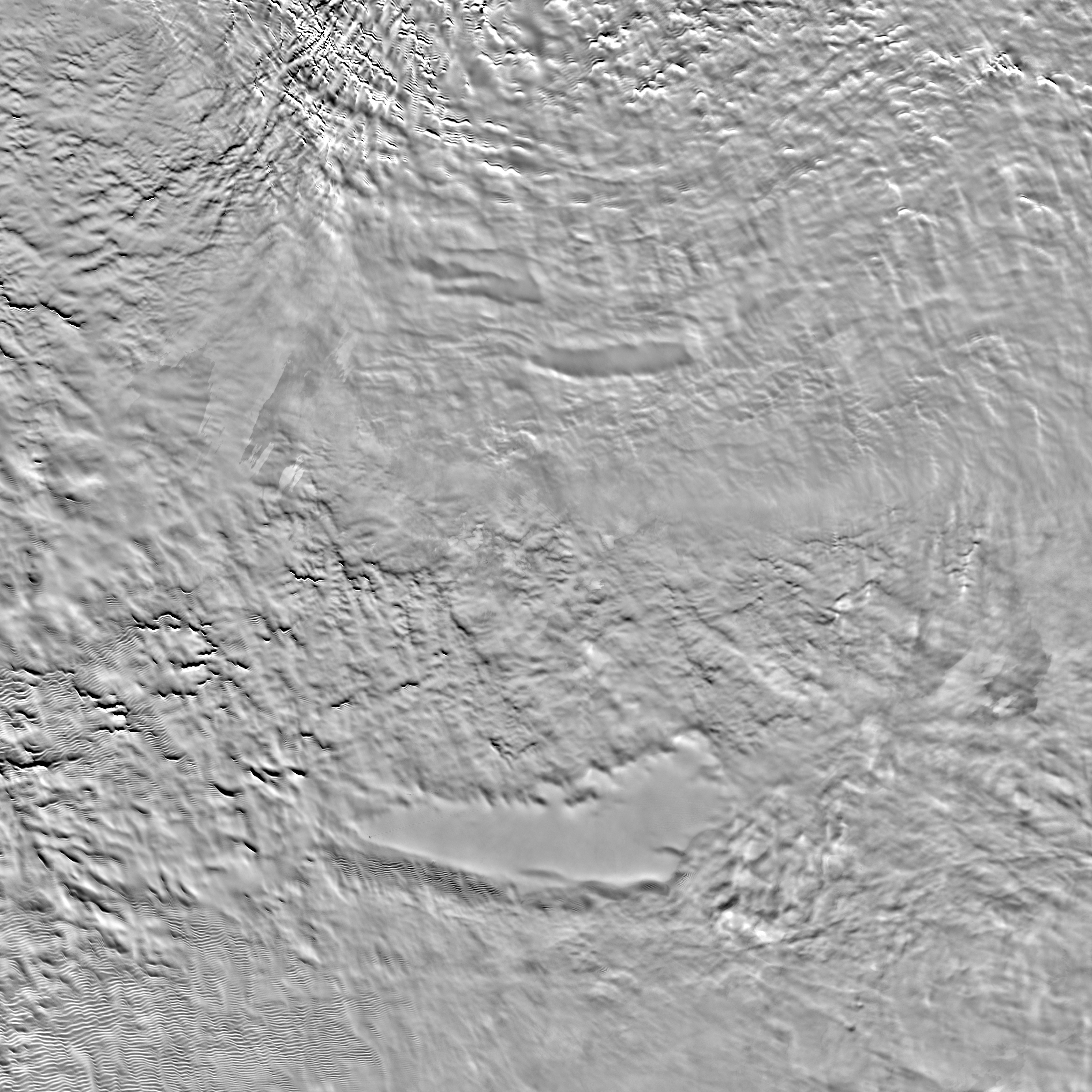
صورة جوية لبحيرة ميرسر تحت الجليدية في غرب أنتاركتيكا عام 2004. تُستخدم هذه البحيرة لدراسة الحياة الميكروبية والعمليات الجيولوجية في بيئات جليدية شديدة البرودة. (المصدر: NASA)

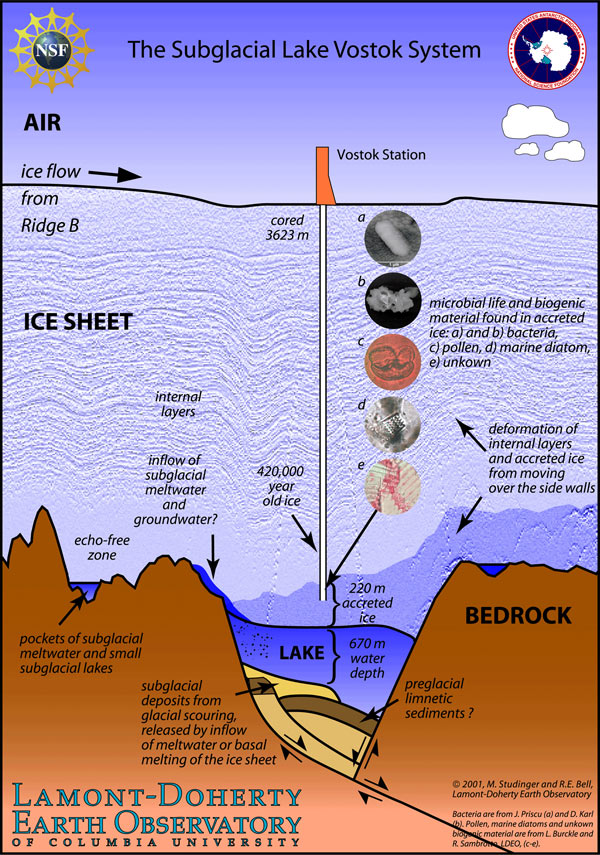
خريطة توضح نظام بحيرة فوستوك تحت الجليدية في القارة القطبية الجنوبية، والتي تضم مجموعة من البحيرات المتصلة تحت الصفائح الجليدية. يُظهر هذا النظام تعقيد توزيع المياه تحت الجليدية وأهميته في فهم ديناميكية حركة الجليد وإمكانية وجود حياة ميكروبية في بيئات معزولة تمامًا عن السطح. (المصدر: British Antarctic Survey)

- بحيرة إلسوورث Lake Ellsworth: بحيرة كبيرة وعميقة في غرب القارة القطبية الجنوبية، على عمق ~3.4 كم من سطح الجليد.[21] يبلغ طولها حوالي 14.7 كم وعرضها 3.1 كم، ومساحتها 28.9 كم² بحجم مائي ~1.37 كم³.[21] شهدت محاولات حفر متقدمة في 2012-2013 لكن العملية لم تكتمل بسبب تحديات تقنية، وتبقى موضوع دراسات مستمرة.[22]
- بحيرات كوتسكوي: سلسلة من البحيرات الصغيرة تحت الجليد شرق بحيرة ميرسر، تم رصدها عبر بيانات الأقمار الصناعية، ولم تجر حفرات مباشرة فيها، لكنها مهمة لفهم دورة المياه تحت الجليدية.[23]

```
* 
بحيرة كريستينسن
: تقع جنوب شرق بحيرة فوستوك، اكتشفت حديثًا بواسطة رادار اختراق الجليد، ولا تزال تخضع للدراسات لتحديد خصائصها.
[
24
]
```

- بحيرة واتسون: من البحيرات تحت الجليدية المعروفة التي تم رصدها وتقع ضمن الشبكات المائية المعقدة في القارة القطبية الجنوبية.[25]

- بحيرة سيسما: بحيرة أخرى تم التعرف عليها عبر تقنيات رصد متقدمة، تشكل جزءًا من نظام البحيرات تحت الجليدية.[26]

- بحيرة جيمس روس: تقع ضمن شبكة معقدة من البحيرات والأنهار تحت الجليدية، وتُدرس لفهم ديناميكية المياه وتأثيرها على الصفائح الجليدية.[27]
- بحيرة جورج ستيفنز: بحيرة تحت جليدية أخرى ضمن القارة القطبية الجنوبية، تتميز بخصائص بيئية فريدة، وتخضع للدراسات المستمرة.[28]
- بالاضافة الى العديد من البحيرات الأخرى التي تعد أهدافًا بحثية مهمة.[29]

### البحيرات تحت الجليدية في القطب الشمالي
على عكس القارة القطبية الجنوبية التي تضم مئات البحيرات الكبيرة تحت الجليدية، يفتقر القطب الشمالي، بما في ذلك غرينلاند والبرّ القاري في الدائرة القطبية الشمالية، إلى وجود بحيرات واسعة النطاق تحت الصفائح الجليدية. ويعود ذلك أساسًا إلى أن الصفائح الجليدية في الشمال أقل سماكة واتساعًا مقارنةً بنظيراتها في الجنوب، كما أن البنية الجيولوجية للقطب الشمالي لا تهيئ نفس الظروف لتجمّع المياه تحت الجليدية على نطاق واسع.
ورغم هذا النقص النسبي، كشفت دراسات حديثة باستخدام الرادار الفضائي وأجهزة قياس الجاذبية عن وجود عدد محدود من البحيرات تحت الجليدية في غرينلاند، أهمها ما يأتي:
- بحيرة غرينلاند التحت جليدية (Subglacial Lake Greenland): تُعد هذه البحيرة من أولى البحيرات التي تم التعرف عليها تحت جليد غرينلاند باستخدام بيانات رادار الأقمار الصناعية. تقع في المنطقة الشمالية الغربية من الغطاء الجليدي، ويُعتقد أن وجودها مرتبط بجوف صخري منخفض يعمل على احتجاز المياه الذائبة. أشارت دراسة نُشرت عام 2013 إلى أن هذه البحيرة قد تكون مستقرة منذ آلاف السنين، وتبلغ مساحتها حوالي 8 كيلومترات مربعة، مما يجعلها واحدة من أكبر الأجسام المائية المكتشفة في القطب الشمالي تحت الجليد.[30]

- بحيرة غرينلاند الشمالية الوسطى (North Central Greenland Subglacial Lake) : رُصدت هذه البحيرة عام 2011 من خلال تحليل بيانات الجاذبية والرادار العمقـي من بعثات ناسا، وهي تقع في المنطقة الوسطى الشمالية من غرينلاند، على عمق يتجاوز 1.5 كيلومتر تحت سطح الجليد. ويُعتقد أن هذه البحيرة مستقلة هيدرولوجيًا، وأنها محصورة داخل تجويف منعزل في قاعدة الغطاء الجليدي. تُظهر هذه البحيرة مؤشرات على الاستقرار الحراري، مما يجعلها موقعًا محتملاً لدراسة الحياة المتكيفة مع العزلة والبرودة.[31]
- بحيرة غرب غرينلاند الغاطسة (Western Greenland Basal Water Body) : في عام 2015، كشفت بيانات الأقمار الصناعية عن وجود جسم مائي واسع تحت الجليد في غرب غرينلاند، يرجح أنه عبارة عن بحيرة تحت جليدية غير دائمة. تزداد مساحة هذه البحيرة خلال فصول الصيف بسبب ذوبان السطح، ثم تنخفض تدريجيًا خلال الشتاء القطبي، مما يجعلها نموذجًا لفهم الديناميكية الموسمية للمياه التحت جليدية في المناطق القطبية الشمالية. وتُعد هذه البحيرة من الأدلة الأولى على وجود نظام هيدرولوجي متفاعل في غرب غرينلاند.[32]

## الحياة البيولوجية
تكشف دراسات مشروع WISSARD وغيره من الأبحاث عن وجود حياة ميكروبية معقدة في البحيرات تحت الجليدية، تتكيف مع نقص الضوء، الأكسجين، والمواد الغذائية. تُستخدم مسارات أيضية متقدمة تعتمد على الأكسدة والاختزال.
توفر هذه البيئات نموذجًا لفهم الحدود البيئية للحياة على الأرض، وتشكل دليلاً هامًا في البحث عن حياة محتملة في بيئات شديدة البرودة ومعزولة في النظام الشمسي، مثل قمر أوروبا.

## الأهمية العلمية والآفاق المستقبلية
تحظى البحيرات تحت الجليدية باهتمام علمي واسع نظرًا لأهميتها في عدة مجالات بحثية. فهي تحتفظ بمياه نقية معزولة عن الغلاف الجوي منذ آلاف إلى ملايين السنين، مما يجعلها أرشيفًا جيولوجيًا ومناخيًا فريدًا لتطور الأرض القديمة. كما أنها تمثل نظمًا بيئية متطرفة، حيث عُثر في بعض منها – مثل بحيرة ويليانز – على مجتمعات ميكروبية قادرة على البقاء عبر استغلال مركّبات كيميائية مثل الحديد والكبريت والميثان بدلًا من الضوء كمصدر للطاقة.
تُعد دراسة هذه النظم مفيدة في فهم آليات التكيّف الحيوي مع ظروف العزلة الشديدة وانخفاض الطاقة، ما يفتح آفاقًا واعدة في البحث عن الحياة خارج الأرض، خصوصًا على أجسام مثل قمر أوروبا التابع للمشتري، وإنسيلادوس التابع لزحل، حيث يُعتقد بوجود محيطات تحت الجليد بظروف مشابهة.
من الجانب الجيولوجي والهيدرولوجي، تسهم هذه البحيرات في ديناميكية الصفائح الجليدية، إذ يمكن لتصريف مفاجئ لمياهها أن يؤدي إلى تزييت قاعدة الجليد وزيادة سرعة تدفّق الأنهار الجليدية، مما يؤثر على استقرار الكتل الجليدية الكبرى ويسهم في رفع مستوى البحار.

## أنظر أيضاً
- بحيرة فوستوك
- بحيرة ويليانز
- بحيرة إلسوورث
- أنتاركتيكا
- غرينلاند
- رادار اختراق الأرض
- الصفائح الجليدية
- الأنهار الجليدية
- تغير المناخ
- يوروبا (قمر)

## وصلات خارجية
- مشروع SALSA – الوصول العلمي للبحيرات تحت الجليدية في أنتاركتيكا
- هيئة المسح البريطاني لأنتاركتيكا (BAS) – مختصة بأبحاث مثل بحيرة إلسوورث
- مكتب برامج الأقطاب – المؤسسة الوطنية للعلوم الأمريكية NSF
- مشروع WISSARD – استكشاف بحيرة ويسلانز تحت الجليد
- اللجنة العلمية لأبحاث القطب الجنوبي (SCAR)